# Le Livre (Gris)
Pour les articles homonymes, voir Livre.
Le Livre est un tableau réalisé par Juan Gris en 1911. Cette huile sur toile cubiste est une nature morte représentant une cafetière, une gargoulette et un bol, ce dernier posé sur un livre. Donnée par l'artiste à Paul Éluard en 1911, elle a par la suite appartenu à Louis Marcoussis et est aujourd'hui conservée au musée national d'Art moderne, à Paris.

## Expositions
- Le Cubisme, Centre national d'art et de culture Georges-Pompidou, Paris, 2018-2019.